# Малюнов, Василий Александрович
Василий Александрович Малюнов (1896 — 1939) — советский юрист, прокурор Московской области. Участник массовых сталинских репрессий в Москве и Московской обл. в 1937 —1938 годах.  Расстрелян в 1939 году. Реабилитирован посмертно.

## Биография
С ноября 1937 по начало июля 1938 работал прокурором Московской области, при этом с 26 ноября 1937 состоял членом тройки УНКВД Московской обл. 4 июля 1938  репрессирован путем ареста органами НКВД. Внесен в Список Л. П. Берии – А. Я. Вышинского от 15.2.1939 г. по 1-й категории.  Приговорен Военной коллегией Верховного суда СССР к смертной казни.и расстрелян 7 марта 1939 г..  Место захоронения - «могила невостребованных прахов» № 1 крематория Донского кладбища. Реабилитирован посмертно 15 сентября 1956 года ВКВС СССР. (В справке МЕМОРИАЛА — Мамонов В. А.). (Архивно-следственное дело: ГАРФ. Фонд 10035).